# Eugen Szatmari
Eugen Szatmari (* 23. Januar 1892 in Budapest als Jenő Szatmári; † 11. März 1953 in Budapest) war ein in deutscher und ungarischer Sprache schreibender Journalist, Übersetzer sowie Buch- und Drehbuchautor.

## Leben
Szatmari war der Sohn von Lenke Hirsch und Mór (Mordechai) Szatmári, die Familie war jüdischer Herkunft. Er war seit 1924 verheiratet mit der Schauspielerin Kamilla Hollay.
Nach der Absolvierung des Gymnasiums in Budapest studierte er an der Friedrich-Wilhelms-Universität zu Berlin. Später arbeitete er als Redakteur für das Berliner Tageblatt und war auch als Berlin-Korrespondent für mehrere Budapester Tageszeitungen, wie Világ (Welt) und Az Est (Der Abend) tätig. In den frühen 1920er Jahren schrieb er als Sonderberichterstatter des deutschsprachigen Prager Tagblatts in Böhmen auch Reportagen aus Ungarn und Deutschland.
Für den Piper Verlag verfasste er 1927 den Auftaktband der 16-bändigen Reihe Was nicht im „Baedeker“ steht für Berlin, wo er von 1925 bis 1933 lebte. Szatmari schildert in diesem Buch das pulsierende Leben der damaligen Reichshauptstadt mit ihren Hotels, Restaurants und Cafés sowie Clubs sowie seinen politischen Pulsschlag zwischen Reichstag und Wilhelmsplatz am Ende der Weimarer Republik. Sein im Folgejahr erschienenes Buch Die großen Katastrophen vereint Schilderungen von zerstörerischen Naturereignissen, wie den Erdbeben von Lissabon (1755) und  Messina (1908) oder der Überschwemmung in Sankt Petersburg  (1824). Beide Bände hatten von Walter Trier gestaltete Schutzumschläge.
Auch für mehrere Drehbücher deutscher und ungarischer Spielfilme zeichnete er allein oder im Autorenkollektiv verantwortlich.
1934 kehrte er nach Ungarn zurück.
Nach 1945 ist eine journalistische Tätigkeit unter anderen für die Basler Nachrichten und die Hearst Newspapers belegt. 1950 wurde Szatmari verhaftet; er starb 1953 im Gefängnis.

## Schriften

### Bücher
- Das rote Ungarn. Der Bolschewismus in Budapest. Verlag Der Neue Geist, Leipzig 1920
- Whitechapel. Ein Roman aus dem dunkelsten London. Knoblauch, Berlin o. J. [1921]
- Das Buch von Berlin (= Was nicht im „Baedeker“ steht. Band I, ZDB-ID 1021407-0). Piper, München 1927
  - neu herausgegeben mit einem Nachwort von Magnus Klaue: Milena, Wien, 2021, ISBN 978-3-903184-66-4
- Die großen Katastrophen. Nach Berichten von Augenzeugen. Piper, München 1928

### Drehbücher (Auswahl)
deutsche Filmproduktionen:
- Verbrechen aus Leidenschaft (1921), Cserépy-Film Co. GmbH
- Ein steinreicher Mann (1931/1932), Tobis-Tonbild-Syndikat
- mit Co-Autoren Richard Oswald, Heinz Goldberg: Unheimliche Geschichten (1932)

ungarische Filmproduktionen:
- mit Co-Autor Rózsi Meller: Én voltam („Ich war es“; 1936)
- mit Co-Autor József Babay: Öt óra 40 („5 Uhr 40“; 1939)
- mit Co-Autor Géza von Radványi: Sarajevo (1940)
- mit Co-Autor Zoltán Szitnyai: Jelmezbál (Kostümball, 1942)